# Marszałkowo (Rybnik)
Marszałkowo – część wsi Rybnik w Polsce położona w województwie łódzkim, w powiecie sieradzkim, w gminie Brzeźnio.
Do 23 czerwca 1927 miejscowość nosiła nazwę Kolonia Mikołajew.
W latach 1975–1998 Marszałkowo należało administracyjnie do województwa sieradzkiego.